# Seznam měst na Sachalinu
Toto je seznam měst na ostrově Sachalin na ruském Dálném východě.
- Alexandrovsk-Sachalinskij (japonsky Akó)
- Aniva (japonsky Rutaka)
- Dolinsk (japonsky Očiai)
- Cholmsk (japonsky Maoka)
- Južno-Sachalinsk (japonsky Tojohara)
- Korsakov (japonsky Otomari)
- Makarov (japonsky Širitoru)
- Něvelsk (japonsky Honto)
- Ocha
- Poronajsk (japonsky Šikuka)
- Šachťorsk (japonsky Tōro) - od roku 2017 sídlo městského typu
- Tomari (japonsky Tomarioru)
- Uglegorsk (japonsky Esutoro)